# They All Came Down to Montreux
Live at Montreux 2006: They All Came Down to Montreux — двадцать пятый концертный альбом рок-группы Deep Purple, издан в 2007 году, помимо CD и DVD-дисков, альбом также вышел в форматах HD DVD и Blu-ray.

## Об альбоме
Live at Montreux 2006: They All Came Down to Montreux записан в швейцарском Монтрё в 2006 году в рамках мирового тура, посвященного последнему на тот момент студийному альбому группы Rapture of the Deep.

## Список композиций

### Выпуск на CD
Почти все композиции написаны музыкантами классического состава DP: Ричи Блэкмором, Иэном Гилланом, Джоном Лордом, Иэном Пейсом и Роджером Гловером. Исключения отмечены в скобках.
1. Pictures Of Home
2. Things I Never Said (Гиллан, Пейс, Гловер, Морс, Эйри)
3. Strange Kind of Woman
4. Rapture of the Deep (Гиллан, Пейс, Гловер, Морс, Эйри)
5. Wrong Man (Гиллан, Пейс, Гловер, Морс, Эйри)
6. Kiss Tomorrow Goodbye (Гиллан, Пейс, Гловер, Морс, Эйри)
7. When a Blind Man Cries
8. Lazy
9. Соло на клавишных (Дон Эйри, отрывки из произведений Вольфганга Амадея Моцарта)
10. Space Truckin'
11. Highway Star
12. Smoke on the Water

### Выпуск на DVD
Диск первый — Live at Montreux 2006
1. Pictures of Home
2. Things I Never Said
3. Strange Kind of Woman
4. Rapture of the Deep
5. Wrong Man
6. Kiss Tomorrow Goodbye
7. When a Blind Man Cries
8. Lazy
9. Соло на клавишных
10. Space Truckin'
11. Highway Star
12. Smoke on the Water
13. Hush[1]
14. Too Much Fun
15. Black Night

Диск второй — Концерт в Лондонском Hard Rock Cafe 2006
1. Fireball
2. I Got Your Number
3. Strange Kind of Woman
4. Kiss Tomorrow Goodbye
5. Rapture of the Deep
6. Wrong Man
7. Lazy
8. Perfect Strangers
9. Highway Star
10. Smoke on the Water

Дополнительно — Интервью с участниками группы

## Участники записи
- Иэн Гиллан — вокал, губная гармоника
- Стив Морс — гитара
- Роджер Гловер — бас-гитара
- Иэн Пейс — ударные
- Дон Эйри — клавишные

а также:
- Майкл Брэдфорд — гитара на записи «Hush», «Too Much Fun», «Black Night»
- Клод Нобс — губная гармоника на записи «Too Much Fun»